# En profil

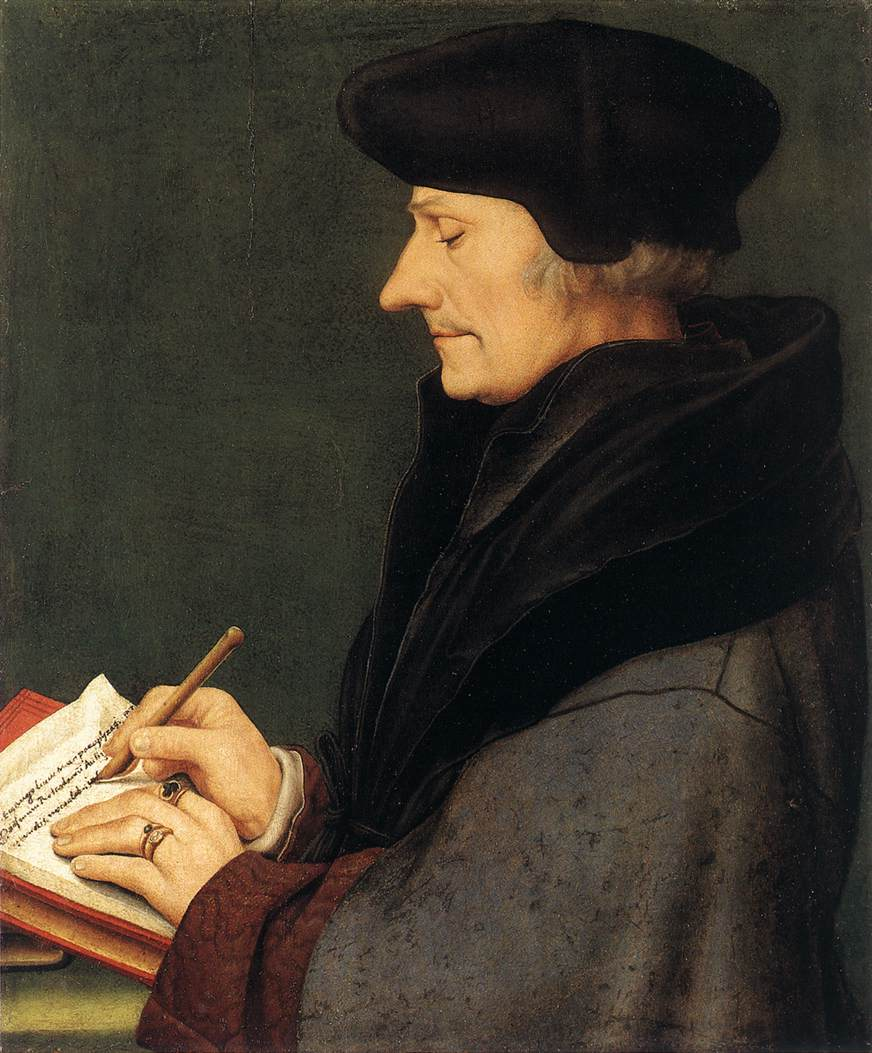
Erasmus en profil door Hans Holbein de Jonge

En profil is een Franse uitdrukking die ook in het Nederlands wordt gebruikt om te zeggen 'van ter zijde', meestal gebruikt bij personen of afbeeldingen van personen. Hierdoor kun je duidelijk het profiel of silhouet van de zijkant zien, maar is het gezicht meestal nog gewoon goed zichtbaar.
En profil is het tegenovergestelde van en face. Hoewel het gebruik van 'en profil' is ingeburgerd, is dit onjuist uit het Frans overgenomen. De profil is de correcte uitdrukking.